# Dolium géant
Tonna galea
Pour les articles homonymes, voir Tonna (homonymie) et Tonne (homonymie).
Ne doit pas être confondu avec le dolium, un pot de grande taille en terre cuite.
Espèce
Le Dolium géant aussi appelé tonne cannelée (Tonna galea) est une espèce de mollusques gastéropodes marins de la famille des Tonnidae.

## Morphologie
Ce coquillage mesure en moyenne de 10 à 15 cm de haut. Sa taille maximale : 25 cm. 
Sa couleur varie du jaune au crème et au noisette.

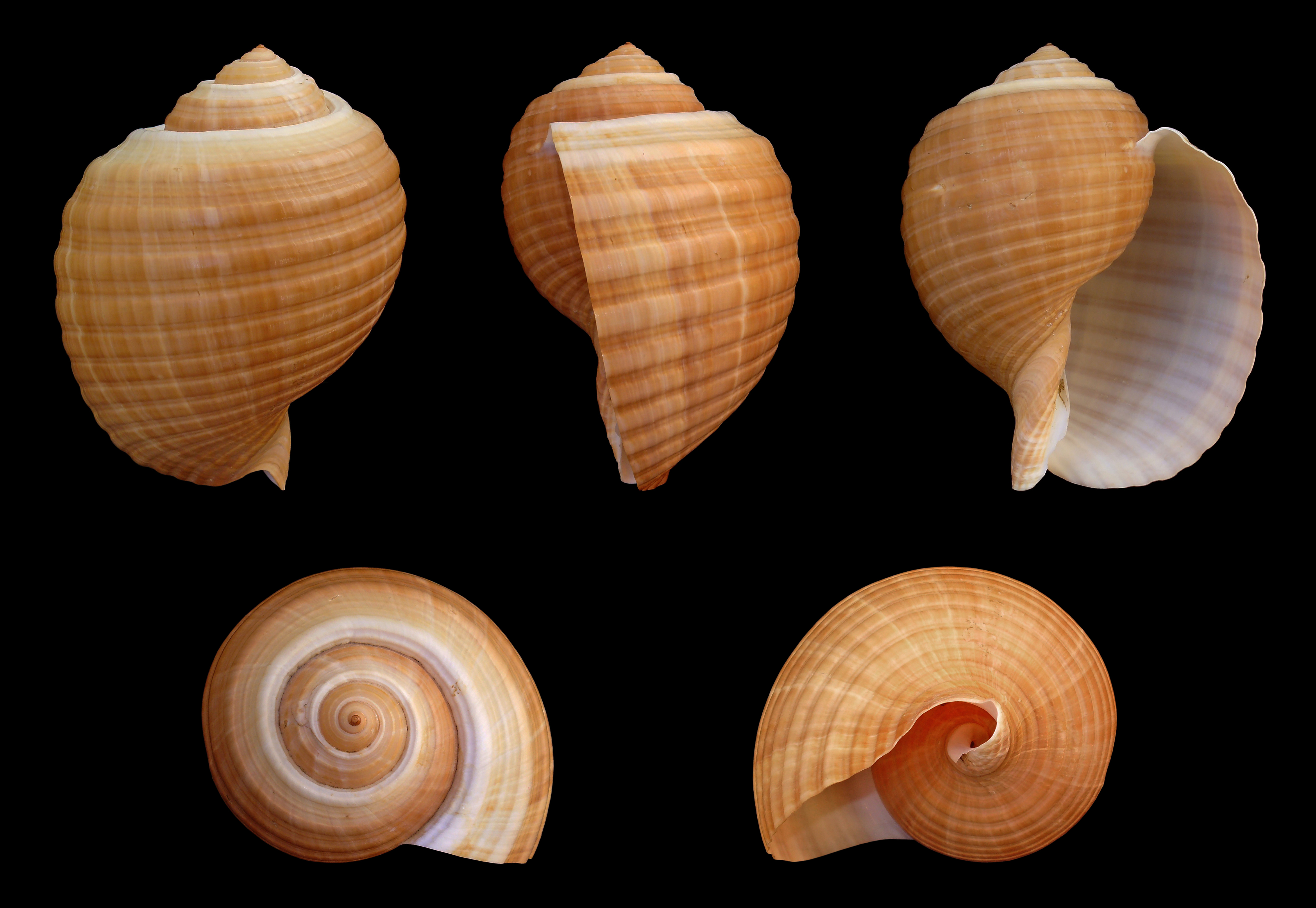
Coquille
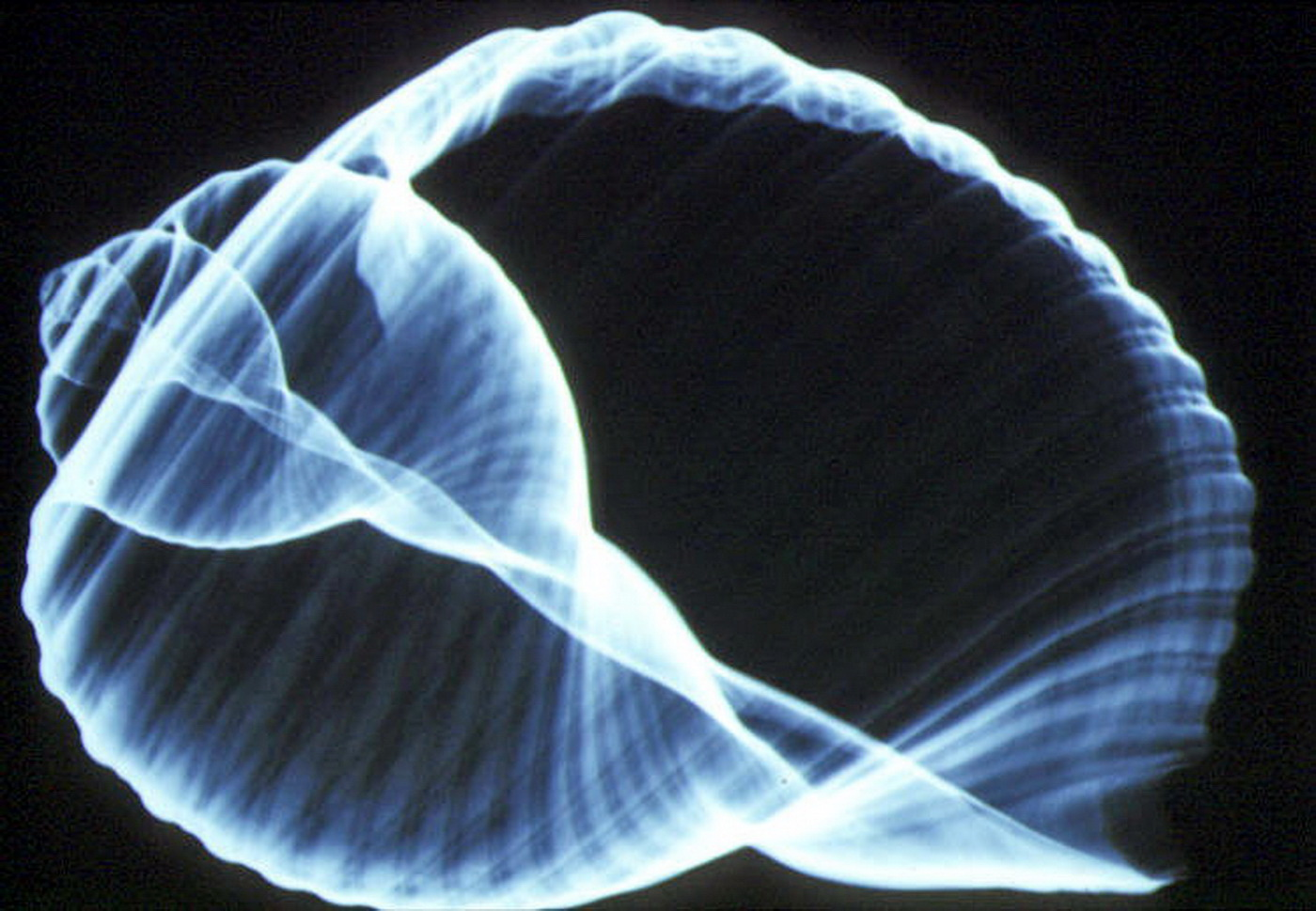
Image radiographique standard de Dolium géant

Ce mollusque possède des glandes buccales qui, fait unique chez un animal, produisent une sécrétion contenant entre 2 et 4 % d'acide sulfurique. Cette sécrétion est injectée sous pression par la trompe à l'intérieur de la proie.

## Répartition et habitat
Cette espèce est cosmopolite mais absente des mers froides. Elle vit sur les hauts-fonds boueux des côtes les plus chaudes de Méditerranée et du Portugal et elle est également présente dans les Caraïbes et dans le Pacifique, dans les régions tropicales.

## Philatélie
Ce coquillage figure sur une émission de l'Angola de 1974 (valeur faciale : 7 $).